# Kanton Saint-Gaudens
Kanton Saint-Gaudens (francouzsky Canton de Saint-Gaudens) je francouzský kanton v departementu Haute-Garonne v regionu Midi-Pyrénées. Tvoří ho 21 obcí.

## Obce kantonu
- Aspret-Sarrat
- Estancarbon
- Labarthe-Inard
- Labarthe-Rivière
- Lalouret-Laffiteau
- Landorthe
- Larcan
- Lespiteau
- Lieoux
- Lodes
- Miramont-de-Comminges
- Pointis-Inard
- Régades
- Rieucazé
- Saint-Gaudens
- Saint-Ignan
- Saint-Marcet
- Saux-et-Pomarède
- Savarthès
- Valentine
- Villeneuve-de-Rivière